# Валери Цветанов
Валери Митков Цветанов е български политик.
Завършва специалност „Зооинженерство“ във Висшия селскостопански институт. През 1988 г. става доктор на селскостопанските науки, а през 1990 – и старши научен сътрудник втора степен.
Работи в Института по животновъдство в град Костинброд. Преподава в Института за повишаване на квалификацията на кадрите при Селскостопанската академия, бил е и директор на Националния учебен център към НССЗ, директор на Центъра за подготовка на кадри към Националния център за аграрни науки.
Министър на земеделието и храните от квотата на ДПС.